# Eurybistus belalongensis
Eurybistus belalongensis är en insektsart som beskrevs av Bragg 200. Eurybistus belalongensis ingår i släktet Eurybistus och familjen Aschiphasmatidae. Inga underarter finns listade i Catalogue of Life.